# 畢克藍·柯得立

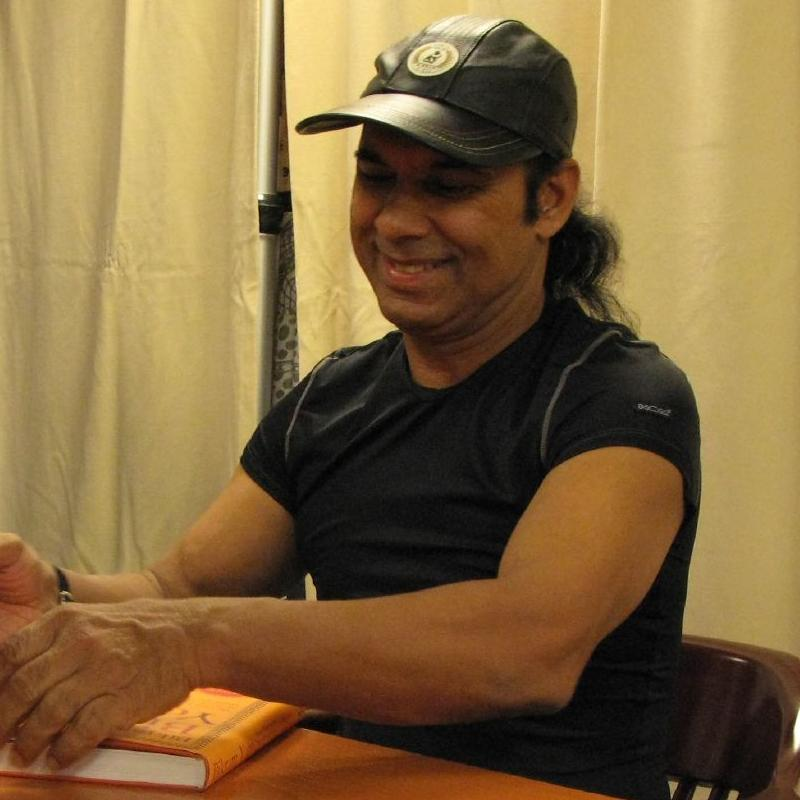
畢克藍·柯得立

畢克藍·柯得立（英語：Bikram Choudhury，1946年2月10日—），生於印度加爾各答，擁有美國國籍及公民權，瑜伽教師，創立畢克藍瑜伽（Bikram Yoga）。瑜伽姿勢主要源自哈達瑜伽（hatha yoga）傳統，經過畢克藍·柯得立的個人心得而建立，是一種熱瑜伽（Hot yoga），修習者通常在一個約40 °C（104 °F）的炎熱房間中進行瑜伽訓練。

## 爭議事件

### 性侵爭議
自2014年開始，陸續遭受6名女學員指控性侵，案件正在美國法院審理中，但畢克藍·柯得立否認這些指控。
2019年在Netflix上播出畢克藍：瑜伽士、大師、性侵者
據影片中訪問敘述，受性侵強暴者遠超過六人，只是不願意出面，擔心破壞了自己是生活或瑜伽事業。
而受害人因為被告逃離美國，並且脫產，所以即使勝訴者也沒得到賠償。